# Hoz de Abiada
Hoz de Abiada es una localidad del municipio español de la Hermandad de Campoo de Suso, de 48 habitantes en 2024. Está a 975 m s. n. m. y dista 4 kilómetros de la capital municipal. Su término comparte con Proaño y Villar, el lote de caza mayor de la Reserva del Saja llamado «Lote Proaño, Villar y La Hoz».  
En Hoz de Abiada hay alojamiento rural.

## Paisaje y naturaleza
Es uno de los cinco pueblos de La Joyanca, situado al pie de la falda del Cueto Ropero, con un buen dominio visual sobre la planicie de la Joyanca. Desde el monte Tamareo, al oeste del pueblo, se extiende un poblado bosque de robles que se comparte con los pueblos de Villar y Proaño. Enfrente de la iglesia se encontraba el famoso “Abuelo”, un enorme nogal centenario con una medida de 5,75 metros de perímetro a 1,30 metros del suelo que se supone en más antiguo de España y uno de los más importantes de Europa, ya fallecido.

## Patrimonio histórico

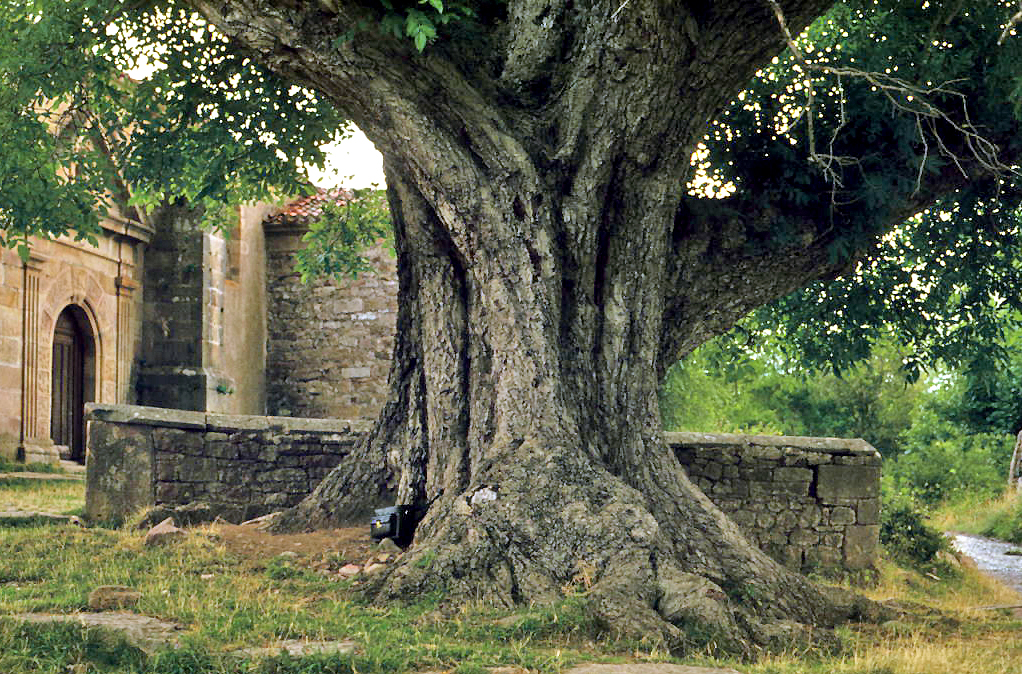
Viejo nogal frente a la iglesia en 1975

La iglesia de Santa María es quizá el mejor edificio religioso barroco de ámbito rural de la comarca campurriana. Aunque su construcción puede partir del siglo XVI, su aspecto actual es el resultado de una amplia reforma llevada a cabo en torno al año 1751.  Consta de tres naves cubiertas con bóvedas de terceletes y cambados, torre a los pies con tronera única en cada uno de los frentes que remata con balaustrada y chapitel y portada sencilla de aspecto muy clásico. Lo mejor de todo es el retablo mayor, ejecutado por los maestros de Cudeyo Juan del Mazo, Santiago Valdecilla y su hijo, dentro de la estética churrigueresca en la que se utiliza un amplio repertorio decorativo de columnas salomónicas, estípetes, tarjetas, pámpanos y profusión de dorados y policromías. Las tallas son de menos calidad que el entramado arquitectónico y se atribuyen también a talleres trasmeranos. Los retablos laterales de la Vera Cruz  y la Inmaculada son algo posteriores y parecen obra del artista campurriano Manuel García Bayllo. En la iglesia también se guarda una valiosa talla gótica de Virgen sedente con Niño, del siglo XIV.
Tanto los retablos como la arquitectura de Santa María sirvieron de modelo a la parroquia de San Sebastián de Reinosa, que se empezaba a construir casi en los mismos años de las manos más que probable de los mismos artistas.
En la arquitectura civil de La Hoz de Abiada que parecen alineaciones de casas que forman bello conjuntos en los que se mezclan aquellas que siguen la tradición constructiva de muros encalados en contraste con la recta geometría de los sillares maestros y las que presentan un tratamiento más noble de las fachadas, mediante la decoración de arcos y ventanas y escudos.
- Datos: Q5903739
- Multimedia: Hoz de Abiada / Q5903739